# O Sol da Meia-Noite
O Sol da Meia-Noite  (original:White Nights), é um filme estadunidense de 1985, do gênero drama, dirigido por Taylor Hackford e com roteiro de James Goldman e Eric Hughes.

## Sinopse
Nikolay Rodchenko (Mikhail Baryshnikov), um famoso bailarino soviético, havia desertado para viver nos Estados Unidos, tendo então adquirido a cidadania estadunidense. A caminho do Japão, onde faria o último espetáculo da turnê de sucesso que vinha fazendo pelo mundo, a aeronave onde está sofre pane e a única saída é pousar numa base militar da URSS. 
Desesperado (pois é considerado um criminoso em seu país, tendo sido condenado a quinze anos por traição), Rodchenko procura rasgar seu passaporte para não ser descoberto. No pouso de emergência, acaba se ferindo e ficando inconsciente, sendo posteriormente reconhecido por um militar (Jerzy Skolimowski) na enfermaria.
Apesar dos apelos de sua empresária (Geraldine Page), Rodchenko é obrigado a ficar na União Soviética. Para vigiá-lo, o militar usa, além de agentes da KGB, Raymond Greenwood (Gregory Hines), um dançarino estadunidense amador, que, quando soldado na Guerra do Vietnã, fez o caminho inverso ao de Rodchenko: chocado com as atrocidades do conflito e desiludido com as intenções por trás da guerra, fora viver voluntariamente na URSS, onde casou-se com uma russa (Isabella Rossellini).
Os dois artistas iniciam um convívio conturbado, que posteriormente tornar-se-á uma grande amizade. Transferido com o casal da Sibéria para Leningrado, onde forçosamente iniciaria a temporada de espetáculos como forma de propaganda do governo, Rodchenko contará com a ajuda deles para enganar os oficiais soviéticos e fugir para o consulado estadunidense, de onde poderia voltar aos EUA.

## Elenco
- Mikhail Baryshnikov
- Gregory Hines
- Isabella Rossellini
- Jerzy Skolimowski
- Helen Mirren
- Geraldine Page
- John Glover